# Glockengasse (Salzburg)

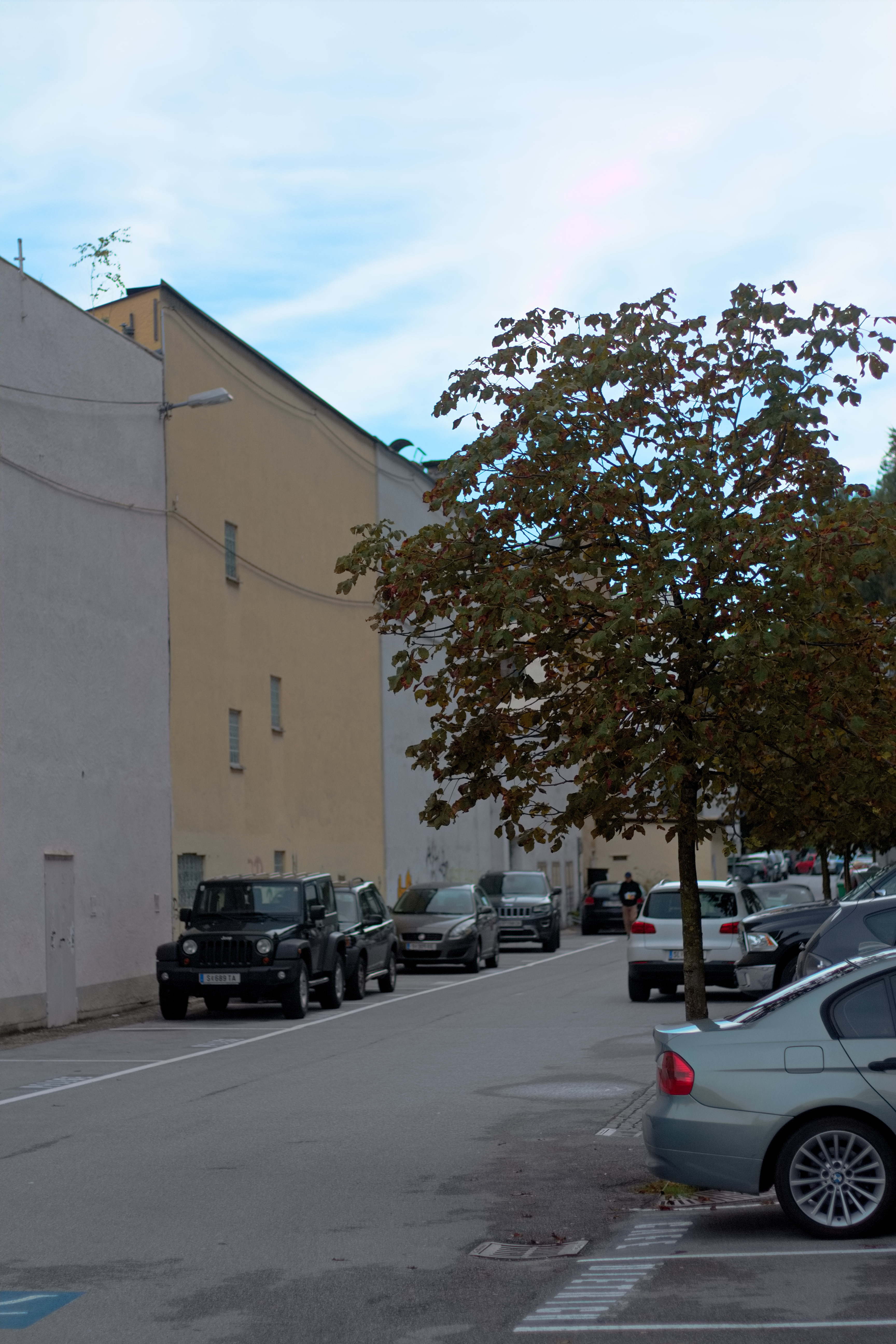
Teilansicht der Glockengasse

Die Glockengasse in der Stadt Salzburg ist eine über drei Häuserblocks verlaufende kleine Straße nördlich am Fuß des Kapuzinerbergs und befindet sich nordöstlich wenig außerhalb der rechten Altstadt. Benannt ist sie seit 1873 nach der früher hier existierenden Glockengießerei Oberascher.

## Verlauf
Die Glockengasse hat eine Länge von rund 380 Metern und verläuft parallel zum letzten Block der Linzer Gasse und zum Beginn der Schallmooser Hauptstraße. Die Hausnummern Glockengasse 1, 3 und 5 sowie die geraden Nummern von 2 bis 8 gehören zum Stadtteil Neustadt (Andräviertel), alle Nummern von 10 bis 15 zum Stadtteil Schallmoos. Die Hausnummern 7 und 9 existieren nicht.
Die Glockengasse beginnt westlich als Sackgasse, wo ein Zugang für Fußgänger von bzw. zur Linzer Gasse besteht, und mündet östlich in die Schallmooser Hauptstraße. Auf mittlerer Höhe des Straßenzugs quert eine Zufahrt zur Parkgarage im Kapuzinerberg, die Parkgarage Linzer Gasse.

## Gebäude und Einrichtungen
In den 1860er Jahren errichtete der aus Italien zugewanderte Baumeister Valentin Ceconi ein Baulager, Stallungen für seine über hundert Gespanne sowie Werkstätten und Wohnungen für Arbeiter.
Heute befinden sich in der Glockengasse unter anderem folgende Gebäude und Einrichtungen:
- Haus Nr. 4b: Studentenheim Glockengasse, ein von der Österreichischen Studentenförderungsstiftung betriebenes Heim mit 105 Zimmern, das sommers als Saisonhotel betrieben wird.[4]
- Haus Nr. 4c: Verein akzente Salzburg – Initiativen für junge Leute, ein vom Land Salzburg betriebener Treffpunkt für jugendkulturelle Bedürfnisse (Jugendtheater, Jugendservicestelle u. a. m.). Bei Nummer 4c besteht auch ein Zugang zur City Wall, einem rund 90 Meter hohen Klettersteig auf den Kapuzinerberg[5]
- Haus Nr. 6 beherbergt u. a. die Landesstelle der Grünen Salzburg, einen Zahnärztenotdienst und eine Beratungsstelle für ältere Arbeitslose.
- Haus Nr. 8 ist das Stadtarchiv Salzburg, das auch unter der Bezeichnung Haus der Stadtgeschichte geführt wird. Vor dem Haus befindet sich ein Stolperstein für den Kriegsdienstverweigerer und 1944 erschossenen Johann Kendlhofer.
- mehrere Dienstleistungsunternehmen und Gastronomiebetriebe

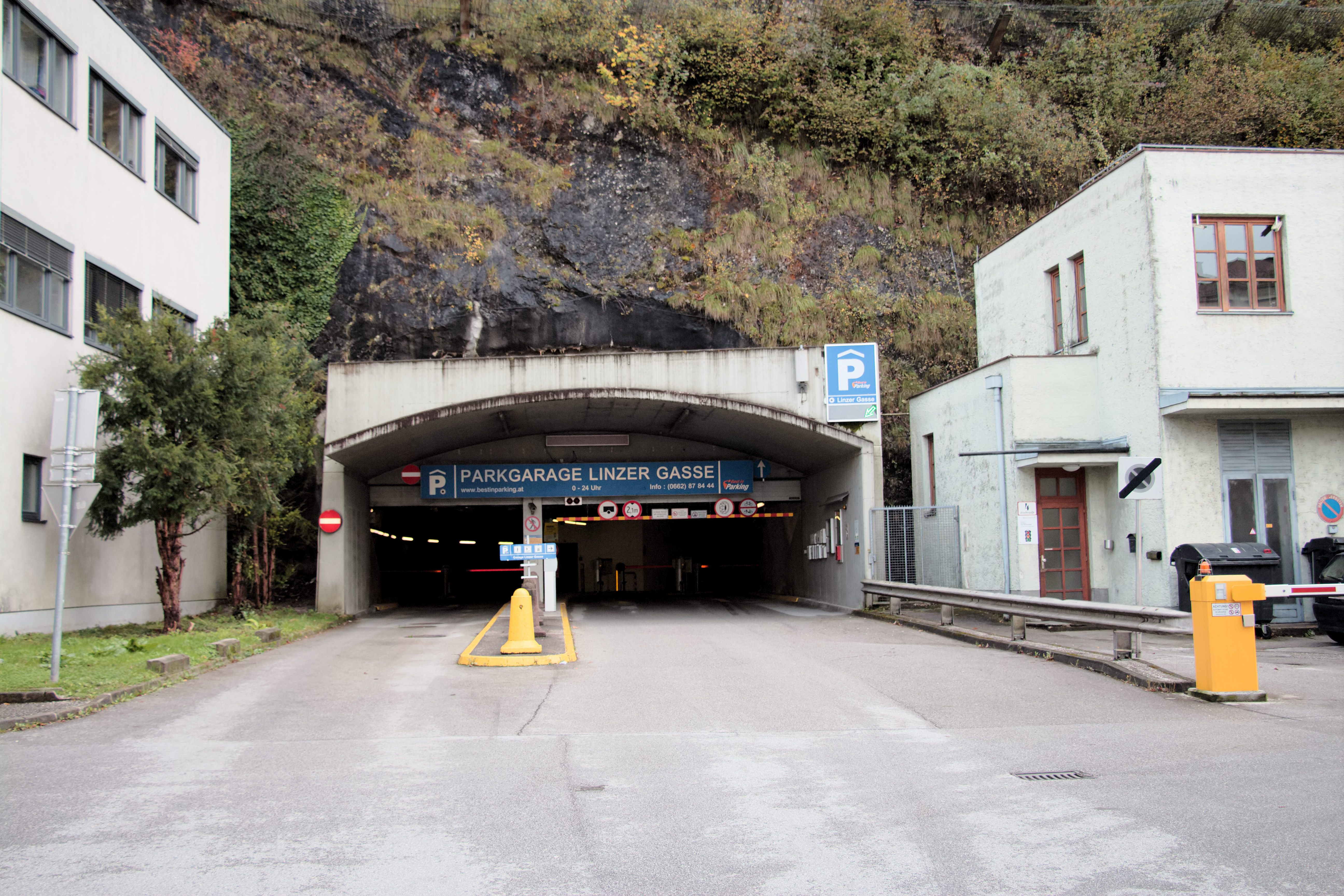
Einfahrt zur Parkgarage im Kapuzinerberg zwischen den Häusern Glockengasse 4 und 6
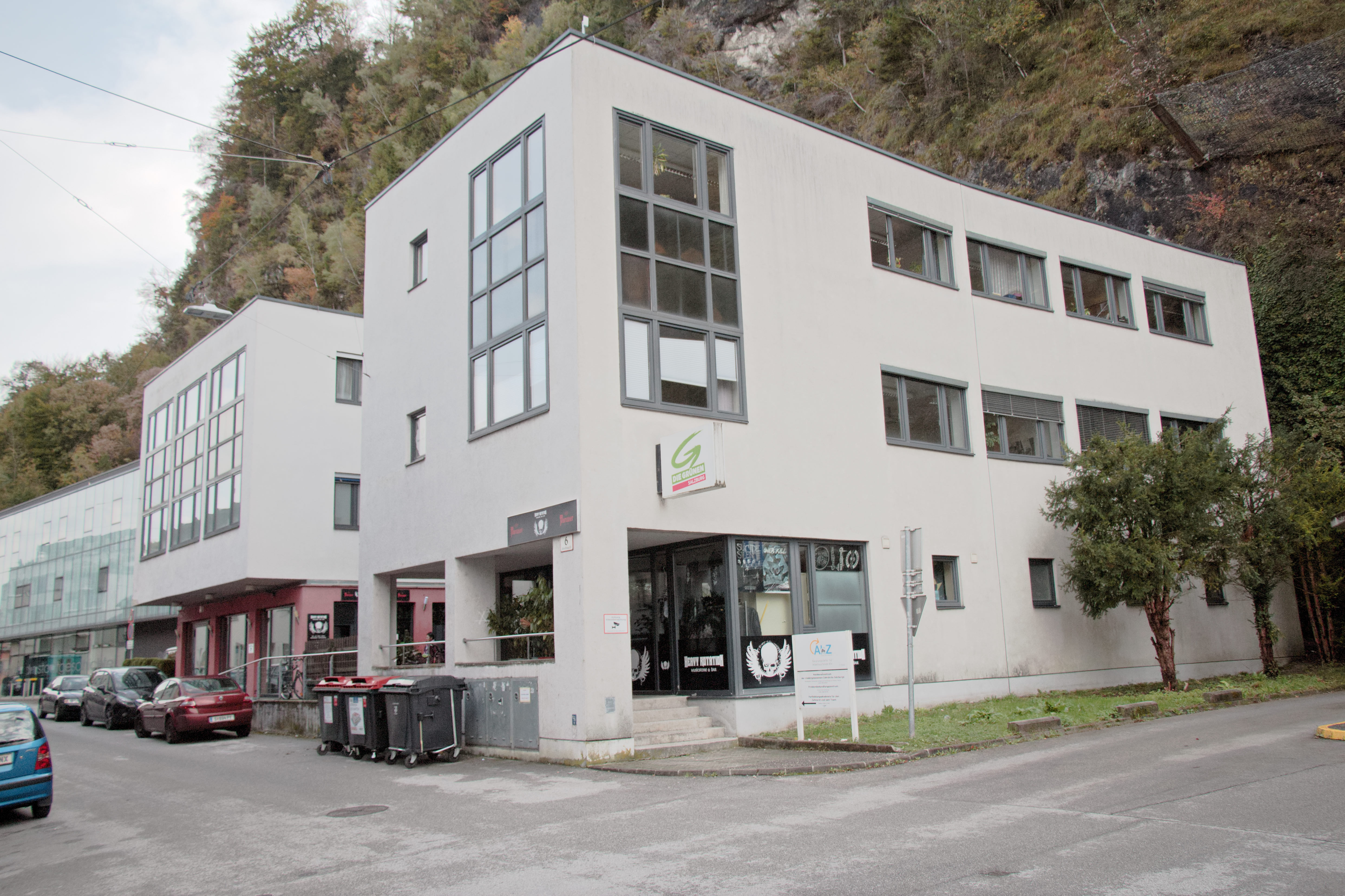
Glockengasse 6, u. a. mit der Parteizentrale der Grünen Salzburgs
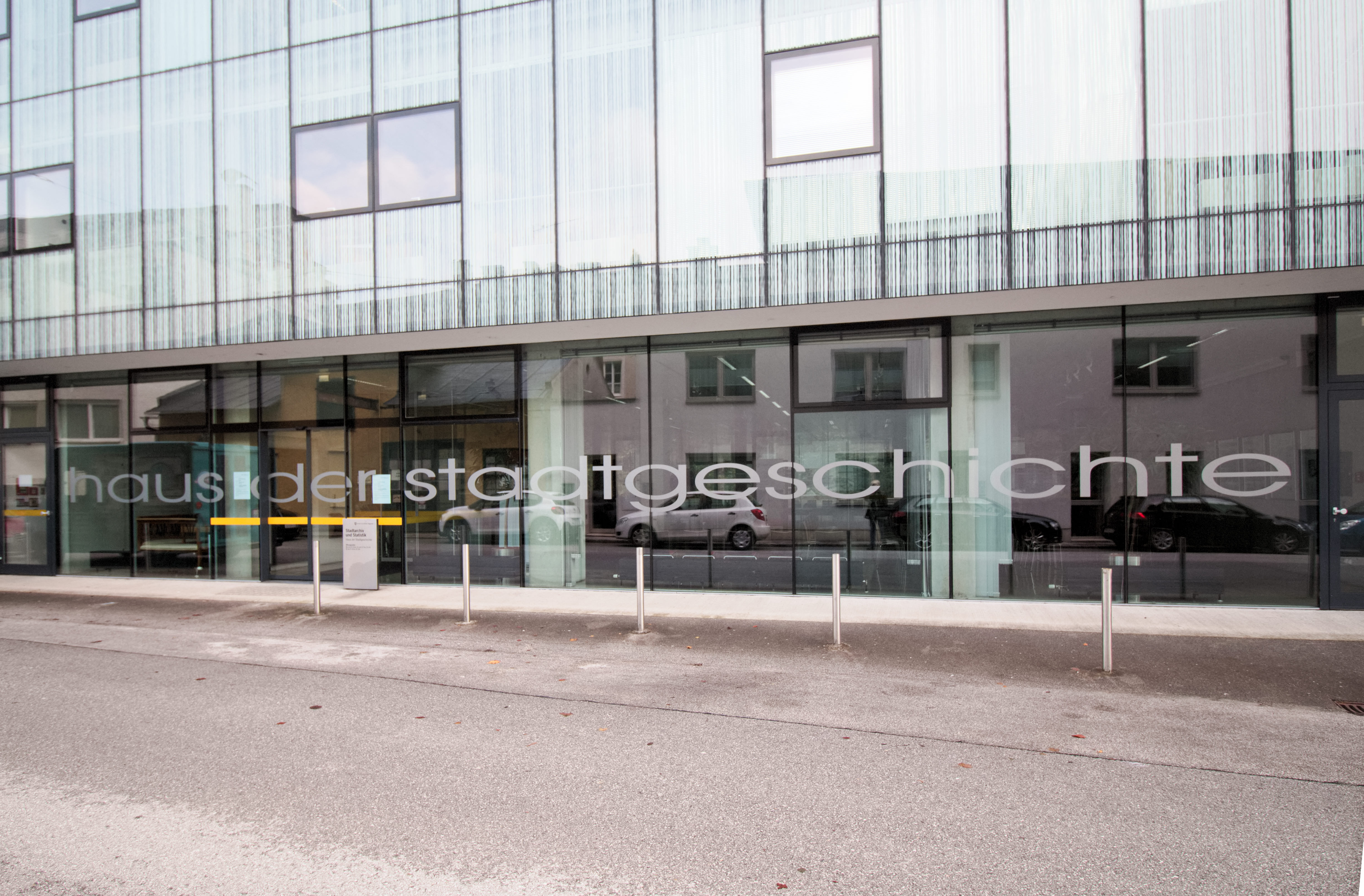
Glockengasse 8, das Salzburger Stadtarchiv
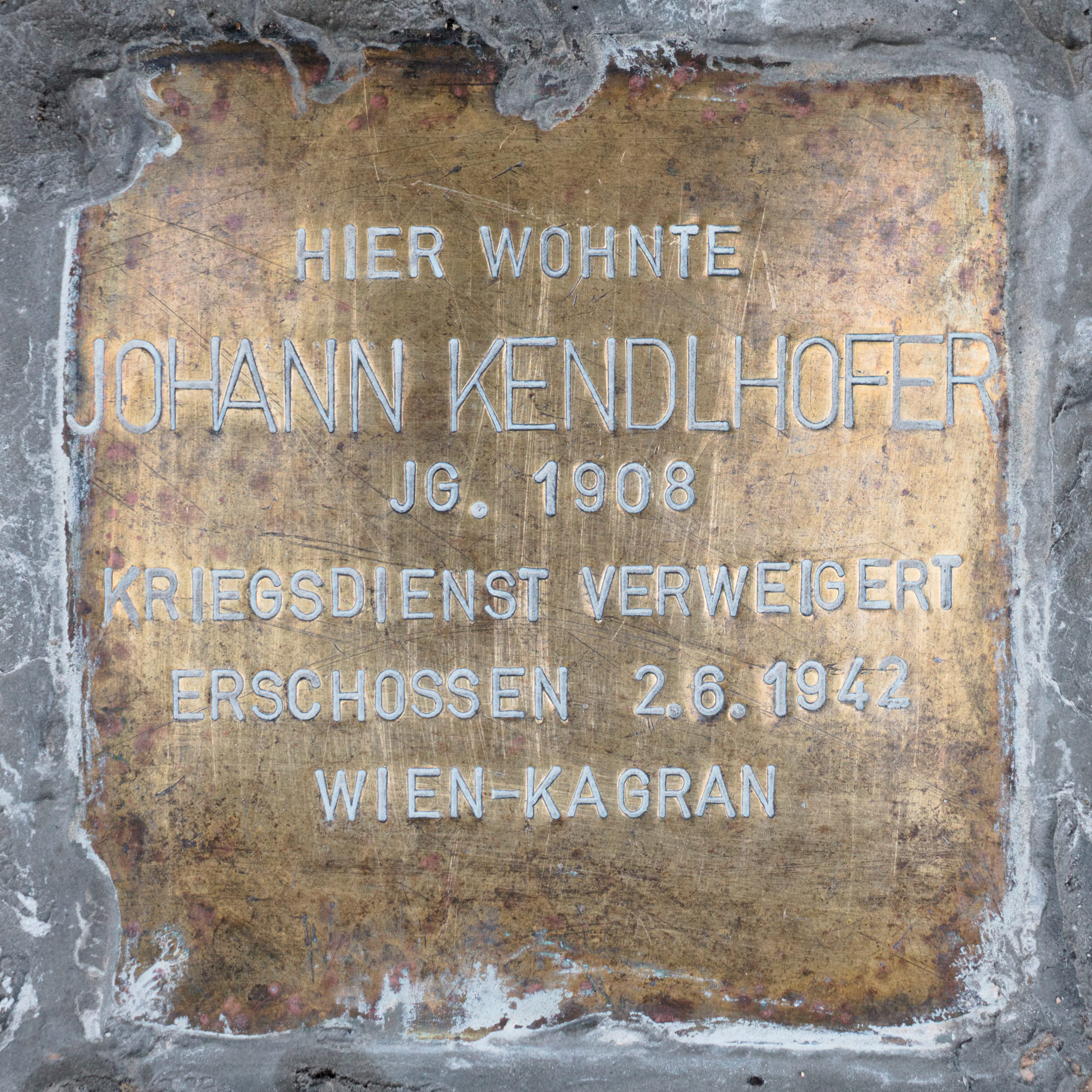
Stolperstein vor dem Haus Nr. 8